# Košarkaški klub Jolly Jadranska Banka Šibenik
Il K.K. Jolly Jadranska Banka Šibenik è stata una società cestistica croata avente sede a Sebenico. Fondata nel 2009, gioca nella Premijer liga croata e, dopo il fallimento della storica squadra locale KK Šibenka avvenuto nel 2010, è diventata di fatto la prima squadra cestistica cittadina. Deve il suo nome ai suoi due principali sponsor Jolly (prodotti alimentari all'ingrosso e al dettaglio) e Jadranska Banka.
Disputa le partite interne al Dvorana Baldekin, ove giocava anche il KK Šibenka, che ha una capienza di 1.500 spettatori.
Prima del 2009 era noto esclusivamente per la sezione cestistica femminile, attiva dal 1970.